# Cimento

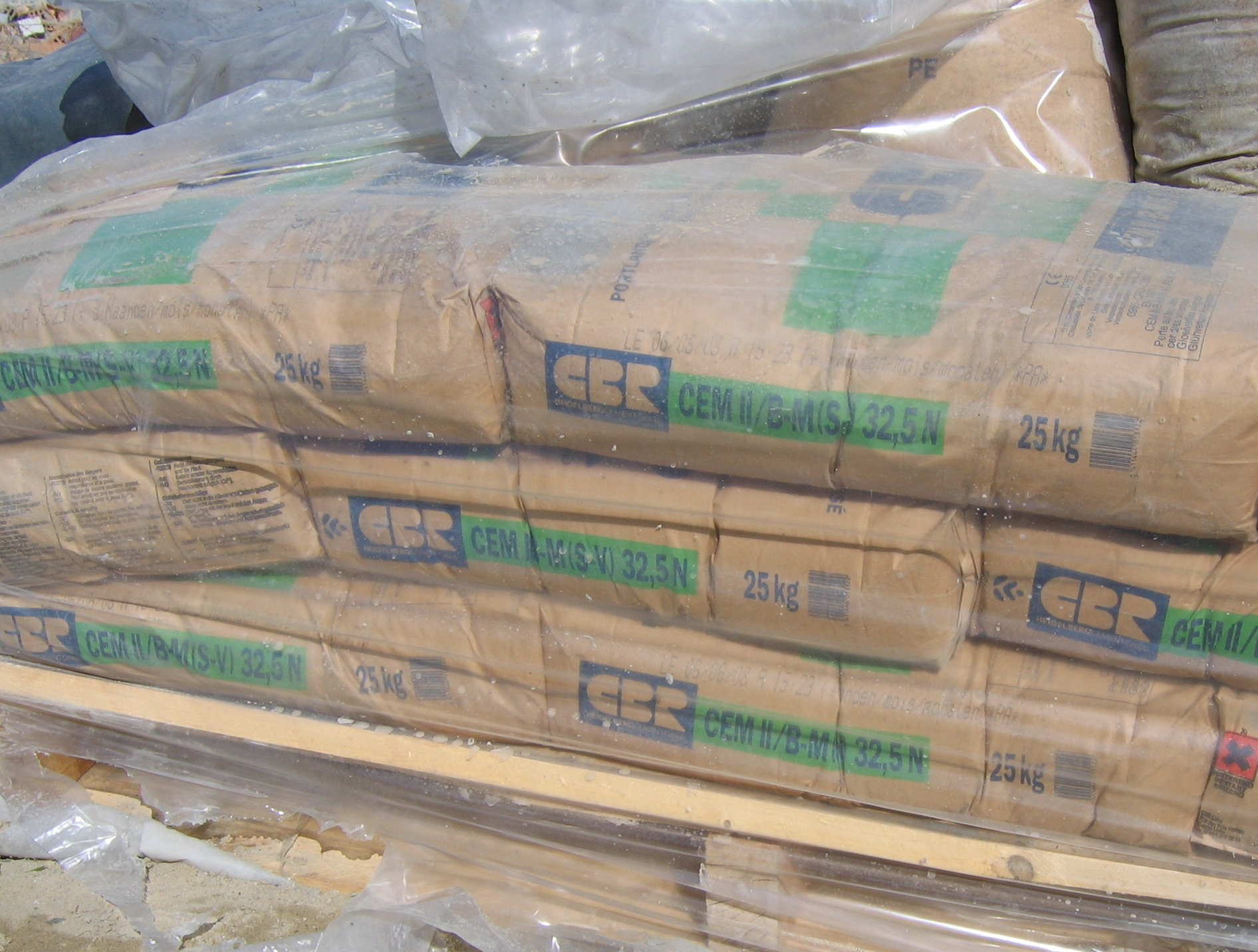
Sacos de cimento

O cimento (derivada do latim cæmentum) é um aglomerante hidráulico que, em contato com a água, produz reação exotérmica de cristalização de produtos hidratados, ganhando assim resistência mecânica. É o principal material de construção usado como aglomerante. Raramente é usado sozinho, ao mesmo tempo que é amplamente usado para ligar agregados: Produzindo argamassas, quando usado com agagregados miúdos; ou produzindo concreto, quando misturado com agregados miúdos e graúdos. É uma das principais commodities mundiais, servindo até mesmo como indicador econômico de desenvolvimento e aquecimento da economia.

## História

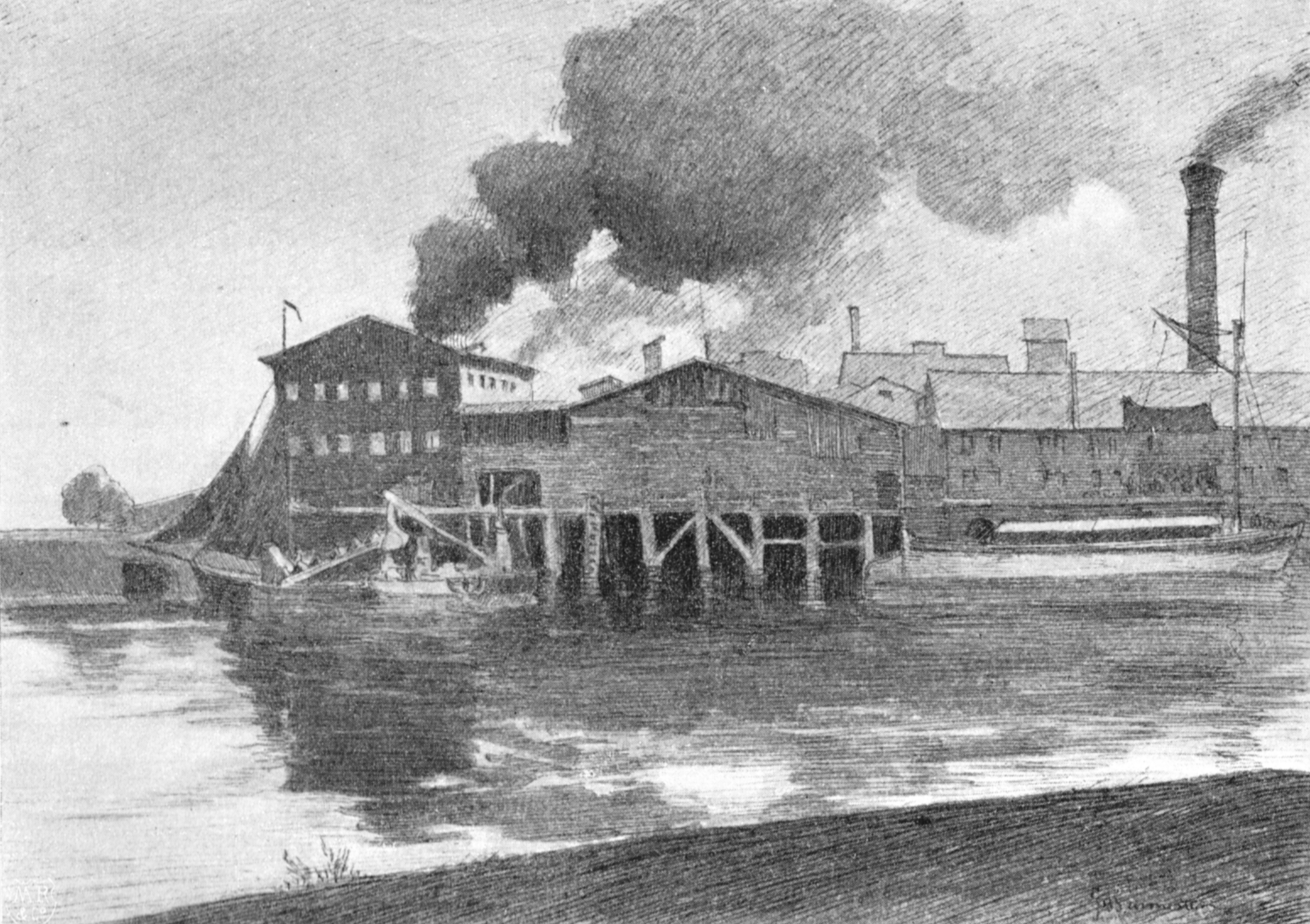
Portland fábrica de cimento 1895

As utilizações de minerais com funções próximas ao cimento datam de tempos longínquos. No Antigo Egito, a necessidade de argamassas para unir pedras e tijolos era suprida por um material feito de gesso calcinado como aglomerante. Já os gregos e romanos, tempos depois, aprenderam a utilizar solos vulcânicos das proximidades de Pozzuoli ou da ilha de Santorini, que endureciam depois de misturadas com água.
Essas formas históricas, porém, ainda não caracterizam o cimento que conhecemos hoje. Produto sem fórmula química única, já que é composto da mistura de diversos minerais calcinados.
Sua evolução passa por 1786, quando o inglês John Smeaton criou uma mistura ainda mais resistente através da calcinação de calcários argilosos e moles. Esse é o marco inicial da criação do cimento artificial.
Em 1818, o francês Vicat obteve resultados semelhantes aos de Smeaton, pela mistura de componentes argilosos e calcários.
Tempos depois, em 1824, o construtor inglês Joseph Aspdin queimou conjuntamente pedras calcárias e argila, transformando-as num pó fino. Percebeu que obtinha uma mistura que, após secar, tornava-se tão dura quanto as pedras empregadas nas construções. A mistura não se dissolvia em água e foi patenteada pelo construtor no mesmo ano, com o nome de cimento Portland, que recebeu esse nome por apresentar cor e propriedades de durabilidade e solidez semelhantes às rochas da ilha britânica de Portland. Esse é basicamente o cimento que é usado nos dias de hoje.
A palavra cimento é originada do latim CAEMENTU, sendo uma referencia à velha Roma que era construída com pedra natural de rochedos e sentadas com argamassa e aditivos especiais.

## Composição

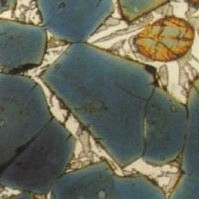
Imagem de microscópio do cimento Portland férrico.

O Cimento é composto de clínquer e de adições que distinguem os diversos tipos existentes, conferindo diferentes propriedades mecânicas e químicas a cada um. As adições também são ou não utilizadas em função de suas distribuições geográficas.

### Clínquer
O clínquer é o principal item na composição de cimentos Portland, sendo a fonte de Silicato tricálcico (CaO)3SiO2 e Silicato dicálcico (CaO)2SiO2. Estes compostos trazem acentuada característica de ligante hidráulico e estão diretamente relacionados com a resistência mecânica do material após a hidratação.
A produção do clínquer é o núcleo do processo de fabricação de cimento, sendo a etapa mais complexa e crítica em termos de qualidade e custo. As matéria-primas são abundantemente encontradas em jazidas de diversas partes do planeta, sendo de 80% a 95% de calcário, 5% a 20% de argila e pequenas quantidades de minério de ferro.
Principais compostos químicos do clínquer
| Silicato tricálcico (CaO)3SiO2               | 45-75% C3 S (alíta)  |
| Silicato dicálcico (CaO)2SiO2                | 7-35% C2 S (belíta)  |
| Aluminato tricálcico (CaO)3Al2O3             | 0-13% C3 A (celíta)  |
| Ferroaluminato tetracálcico (CaO)4Al2O3Fe2O3 | 0-18% C4A F (felita) |
|                                              |                      |

### Tipos de cimento
O mercado brasileiro dispõe de oito tipos de cimento:
- Cimento Portland Comum (CP I)
- Cimento Portland Composto (CP II)
- Cimento Portland de Alto-Forno (CP III)
- Cimento Portland Pozolânico (CP IV)
- Cimento Portland de Alta Resistência Inicial (CP V-ARI)
- Cimento Portland Resistente a Sulfatos (RS)
- Cimento Portland de Baixo Calor de Hidratação (BC)
- Cimento Portland Branco (CPB)

As diferenças entre eles estão na composição do material, o que pode impactar suas propriedades de resistência e características, durabilidade, trabalhabilidade e impermeabilidade. A disponibilidade de cada um depende, principalmente, da demanda de mercado e da região.

### Gesso
O gesso (ou gipsita) (CaSO4 · 2h2O) é adicionado em quantidades geralmente inferiores a 3% da massa de clínquer, tem função de estender o tempo de pega do cimento (tempo para início do endurecimento). Sem esta adição, o tempo de pega do cimento seria de poucos minutos, inviabilizando o uso. Devido a isso, o gesso é uma adição obrigatória, presente desde os primeiros tipos de cimento Portland.

### Escória siderúrgica
A escória, de aparência semelhante a areia grossa, é um subproduto de alto-fornos, reatores que produzem o ferro gusa a partir de uma carga composta por minério de ferro, fonte de Fe, e carvão vegetal ou coque, fonte de carbono. Entre diversas impurezas como outros metais, se concentram na escória silicatos, que apesar de rejeitados no processo de metalização, proporcionam-na características de ligante hidráulico.
Sendo um subproduto, este material tem menor custo em relação ao clínquer e é utilizado também por elevar a durabilidade do cimento, principalmente em ambientes com presença de sulfatos. Porém, a partir de certo grau de substituição de clínquer a resistência mecânica passa a diminuir.

### Argila pozolânica
As pozolanas ativadas reagem espontaneamente com CaO em fase aquosa, por conterem elevado teor de sílica ativa SiO2. Esta característica levou ao uso de pozolanas como ligante hidráulico complementar ao clínquer, com a característica de tornar os concretos mais impermeáveis o que é útil na construção de barragens, por exemplo.
As pozolanas são originalmente argilas contendo cinzas vulcânicas, encontradas na região de Pozzuoli, Itália. Atualmente, materiais com origens diferentes mas com composições semelhantes também são considerados pozolânicos, tais como as pozolanas ativadas artificialmente e alguns subprodutos industriais como cinzas volantes provenientes da queima de carvão mineral.
O processo de ativação de argilas é amplamente praticado pela própria indústria de cimentos, é geralmente realizado em fornos rotativos semelhantes àqueles utilizados na fabricação de clínquer ou mesmo em antigos fornos de clínquer adaptados, trabalhando a temperaturas mais baixas (até 900 °C) e menor tempo de residência.
Assim como a escória siderúrgica, as pozolanas frequentemente têm menor custo comparadas ao clínquer e só podem substituí-lo até um determinado grau.

### Calcário
O calcário é composto basicamente de carbonato de cálcio (CaCO3), encontrado abundantemente na natureza. É empregado como elemento de preenchimento, capaz de penetrar nos interstícios das demais partículas e agir como lubrificante, tornando o produto mais plástico e não prejudicando a atuação dos demais elementos. O calcário é também um material de diluição do cimento, utilizado para reduzir o teor de outros componentes de maior custo, desde que não ultrapassando os limites de composição ou reduzindo a resistência mecânica a níveis inferiores ao que estabelece a norma ou especificação.O calcário também alimenta o blaine do cimento, tornando o cimento com mais volume.

## Processo de produção

### Mineração
As fábricas de cimento tipicamente se instalam ao lado de jazidas de calcário e argila de modo a minimizar os custos de transporte. A extração destes materiais se realiza em geral em lavras de superfície, com auxílio de explosivos. As rochas extraídas são britadas até atingirem tamanhos de aproximadamente 200 mm ou menos e transportadas para a fábrica em transportadores de correia.

### Clínquer

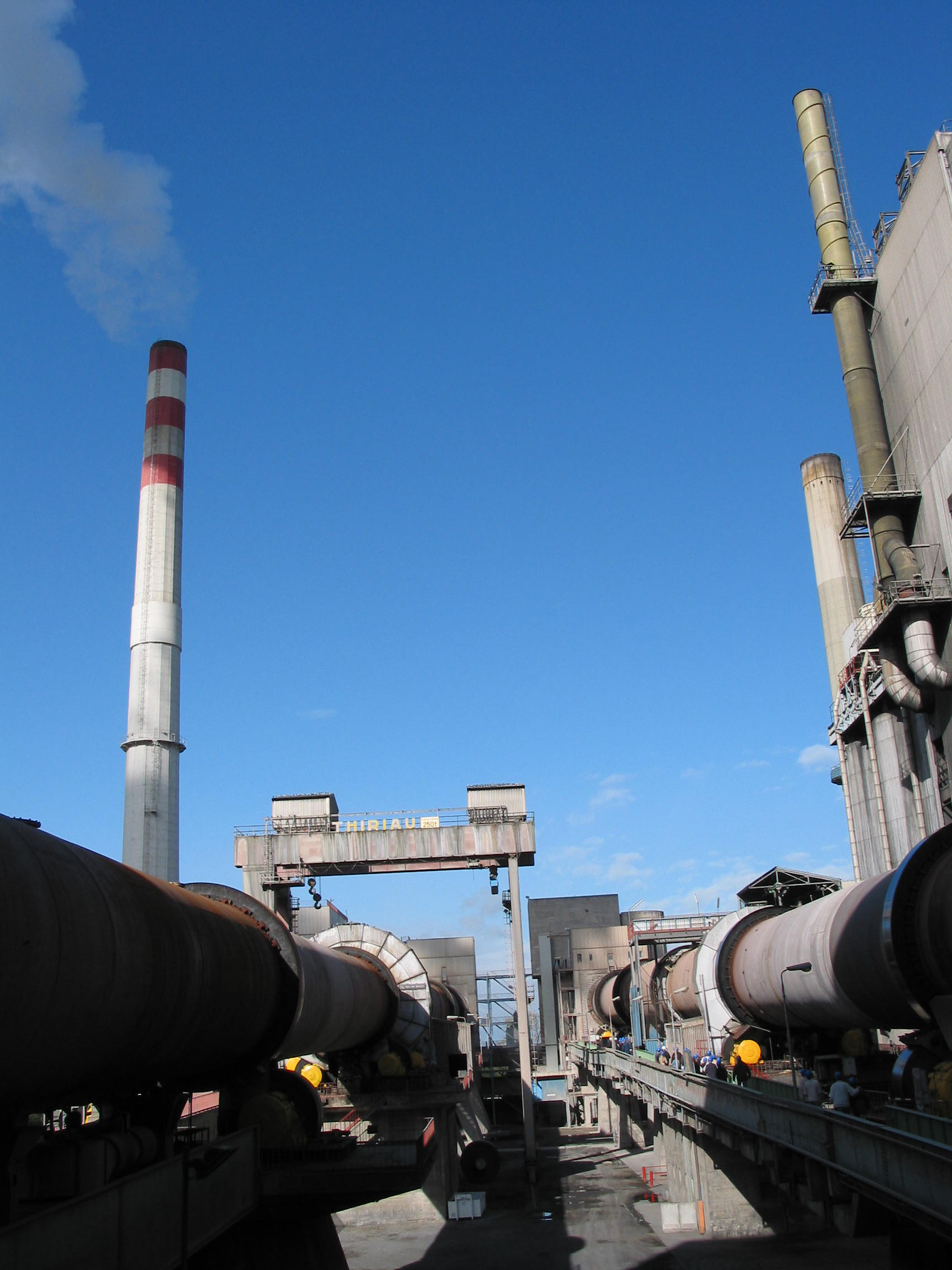
Fornos Rotativos de Cimento - Holcim - Bélgica

- A produção de clínquer envolve uma série de processos interdependentes em linha.

Há ainda processos de preparação e estocagem de matérias-primas, moagem de cimento e limpeza de gases de exaustão.
 Pré-homogeneização de matérias-primas 
As jazidas de calcário e argila apresentam variações de composição ao longo de suas extensões. Por outro lado, a qualidade do produto e a estabilidade do processo de produção requerem materiais quimicamente homogêneos. Para isso, são empregados sistemas de empilhamento e recarregamento com longas pilhas de material, de modo a criar camadas horizontais provenientes de diferentes lotes, que posteriormente são misturadas no próprio processo de recarregamento.
 Moagem de matérias-primas 
Os materiais provenientes das pilhas de pré-homogeneização são introduzidos em um moinho (ou mais) para que se misturem e atinjam granulometria e umidade adequadas aos processos posteriores. Este processo, também chamado de "moagem de cru", faz uso de gases quentes residuais do forno de clinquerização (descrito adiante), empregados como fonte de calor para secagem. No jargão da indústria, o produto da moagem é chamado de "farinha" e de fato se assemelha a farinha de trigo com tom bege. A farinha é armazenada em silos que também promovem homogeneização e absorvem eventuais assincronias entre o forno e os moinhos de cru.
Os motivos para a redução de tamanho das partículas são a homogeneização e o aumento da superfície exposta que intensifica reações químicas e trocas de calor entre as partículas e os gases no interior do forno.
 Pré-aquecimento 
Quase a totalidade dos fornos de cimento atualmente operantes contam com torres de pré-aquecimento, responsáveis por remover a umidade ainda restante no material (inferior a 1%) e iniciar a descarbonatação do calcário. Os fornos de maior capacidade e mais modernos contam com torres maiores capazes de completar quase totalmente o processo de descarbonatação. Quanto mais eficaz o pré-aquecimento, mais curtos são fornos.
Os pré-aquecedores mais comuns são torres de ciclones. Dispostos em elevadas estruturas (que frequentemente ultrapassam 100 metros de altura), diversos separadores ciclônicos (equipamentos capazes de retirar partículas sólidas de uma corrente de gases) são interligados entre si através de dutos de imersão utilizados para troca térmica que ocorre em torno de 80% entre a farinha alimentada e gases quentes provenientes do forno. Através da seqüência de ciclones fluem os gases quentes provenientes do forno, em contracorrente com a matéria prima. A medida que esta se mistura com o fluxo de gases, ocorre transferência de calor e transferência de massa. Nos primeiros trechos do processo, elimina-se a umidade superficial, enquanto a temperatura permanece próxima à temperatura de ebulição da água. A partir deste ponto, o material sólido contendo apenas umidade intergranular passa a ser aquecido gradativamente. No fim do processo, o material atinge de 700 °C a 1000 °C, suficiente para que a água esteja eliminada e para se iniciarem decomposições químicas da matéria-prima.
Na busca de maior produção e redução de custo, estudos deram origem a mais um estágio no pré-aquecedor conhecido como calcinador responsável por 60% a 95% da calcinação da farinha crua nos fornos rotativos para cimento baixando a carga térmica na zona de queima e como consequência aumentando a vida útil do revestimento refratário.
 Clinquerização 
Parte das reações de descarbonatação e a formação de silicatos de cálcio e aluminatos de cálcio ocorrem no interior do forno de cimento. Os fornos de cimento são na maioria rotativos, cilindros horizontais de até 160 metros de comprimento. Um leve ângulo de inclinação combinado ao lento movimento de rotação (de 0,5 a 4,0 rpm) permite que o material percorra o cilindro à medida que desliza pelas paredes. Internamente, há um revestimento de material refratário que protege a carcaça do forno das altas temperaturas e conserva o calor no seu interior. A matéria prima permanece no forno por um tempo de aproximadamente 4 horas e atinge temperaturas de clinquerização de 1.230 °C (menor temperatura produz cal e maior temperatura apenas aumenta o consumo energético), suficientes para torná-la incandescente e pastosa. A capacidade de produção de um forno médio é 3.000 a 4.000 toneladas por dia, os maiores fornos do mundo produzem até 10.000 t.
 Resfriamento 
Há dois principais tipos de resfriadores empregados atualmente. Os fornos mais antigos ainda operantes utilizam resfriadores satélites, cilindros menores solidários ao movimento de rotação do forno, acoplados à carcaça do mesmo. Já os fornos construídos a partir da década de 1980 geralmente são dotados de resfriadores de grelha, com ventilação forçada, possibilitando maior taxa de transferência de calor entre o clínquer e o ar entrante. Desta forma, se reduz a temperatura de saída do material, recuperando parte da energia associada ao mesmo, e aumentando a eficiência do sistema.
Além da eficiência energética, os resfriadores têm suma importância na qualidade do produto. O tempo e o perfil de resfriamento do mesmo são essenciais para a determinação de suas propriedades químicas finais. Lentos processos de resfriamento levam à transformação de silicato tricálcico, instável à alta temperatura, em silicato dicálcico o que diminui a resistência do cimento.
Hoje os resfriadores modernos além de propiciarem uma ótima troca térmica também possibilitam a recuperação de gases quentes que são reutilizados no processo de fabricação, que seriam o ar secundário - auxiliar na combustão na zona de queima; ar terciário - auxiliar na combustão do calcinador; e o ar de excesso - em algumas plantas, na troca de calor do moinho de matéria prima.
O produto (clínquer) ainda é moído e diluído em gesso, calcário e/ou escória siderúrgica para se chegar ao produto final.

## Combustíveis
A produção de cimento consome muito combustível. Geralmente utiliza-se uma combinação de diversos produtos como óleo, coque de petróleo e resíduos industriais. Cerca de 7% das emissões de CO2 no planeta são decorrentes da produção de cimento, devido à combustão e ao processo de descarbonatação da matéria-prima.
Aproveita-se as altas temperaturas e o tempo de permanência dos gases no forno para empregar combustíveis de difícil utilização em queimas, como pneus picados. Em outras condições, este tipo de combustível poderia emitir altas concentrações de substâncias extremamente tóxicas, (tais como dioxinas e furanos) devido à queima incompleta. Além disso, o calcário e a cal contidos na mistura, têm a característica de reagir com o enxofre proveniente dos combustíveis, evitando maiores emissões de óxidos de enxofre na atmosfera e prevenindo, por exemplo, a ocorrência de chuva ácida.

## Coprocessamento
O Coprocessamento é uma técnica já há muito tempo utilizada em países da Europa, Japão e EUA, onde consiste em transformar resíduos em combustíveis alternativos e/ou substitutos de matéria prima, desta forma reduzindo o consumo de combustível fóssil e assim contribuindo com o meio ambiente.